# Carthage (Texas)
Carthage es una ciudad ubicada en el condado de Panola del estado estadounidense de Texas. En el Censo de 2010 tenía una población de 6.779 habitantes y una densidad de 245,03 personas por km².

## Geografía
Carthage se encuentra ubicada en las coordenadas 32°9′7″N 94°20′14″O / 32.15194, -94.33722. Según la Oficina del Censo de los Estados Unidos, tiene una superficie total de 27.67 km², de los que 27.61 km² corresponden a tierra firme y (0.21%) 0.06 km² es agua.

## Demografía
Según el censo de 2010, había 6.779 personas residiendo en Carthage. La densidad de población era de 245,03 hab./km². De los 6.779 habitantes, Carthage estaba compuesto por el 69.49% blancos, el 21.12% eran afroamericanos, el 0.47% eran amerindios, el 0.68% eran asiáticos, el 0.01% eran isleños del Pacífico, el 6.49% eran de otras razas y el 1.73% pertenecían a dos o más razas. Del total de la población el 11% eran hispanos o latinos de cualquier raza.